# Světový den oceánů
Světový den oceánů (v oficiálních jazycích OSN World Oceans Day, اليوم العالمي للمحيطات‎, Día Mundial de los Océanos, Всемирный день океанов, Journée mondiale de l'océan a 世界海洋日) je připomínkový den Organizace spojených národů, který se slaví v jejích členských státech 8. června. V tento den veřejná akvária, přírodovědná muzea a další instituce pořádají akce spojené s environmentální výchovou. 
Světová komise OSN pro životní prostředí a rozvoj upozornila v roce 1987 na problémy jako je znečištění vody a nadměrný rybolov. V roce 1992 byl proto na jednání Summitu Země v Rio de Janeiru stanoven Světový den oceánů na 8. červen. Téhož roku se v Kanadě konaly první akce na podporu ochrany oceánů, které řídilo International Centre for Ocean Development. Celosvětová oslava se konala poprvé v roce 2002 pod patronátem organizací World Ocean Network a The Ocean Project. Valné shromáždění OSN odhlasovalo 12. února 2009 rezoluci o oficiálním zavedení Světového dne oceánů, heslem úvodního ročníku se stalo „Our Oceans, Our Responsibilities“ („Naše oceány, naše zodpovědnost“). 
Význam oceánů spočívá v tom, že pokrývají 70 % zemského povrchu a produkují nadpoloviční většinu kyslíku v zemské atmosféře. Cílem Světového dne oceánů je informovat veřejnost o možnostech udržitelného chování a minimalizace odpadu, který se dostává do moří. Přednášky a televizní pořady také upozorňují na rizika jako je vzestup hladiny oceánů a okyselování oceánů.
Ochrana světových oceánů byla Organizací spojených národů zařazena na program Cíle udržitelného rozvoje. Díky této iniciativě byla 19. června 2023 přijata Dohoda o biodiverzitě volného moře, která se týká společné ochrany mezinárodních vod.